# Marius Weingarten
Marius Weingarten (* 4. Juni 1994 in Duisburg) ist ein deutscher Schauspieler und Moderator.

## Leben
Erste Schauspielerfahrungen machte er im jungen Alter bereits in der Schule, wo er unter anderem im Stück „Haltestelle Geister“ oder „Pension Schöller“ in Hauptrollen auf der Bühne stand. Im Jahr 2005 konnte er dann an der Seite von Christian Tramitz in Zwei zum Fressen gern erste Erfahrungen im Bereich TV sammeln.
Durch weitere Rollen, und vor allem durch die Rolle des Kiwi in Freche Mädchen und Freche Mädchen 2 bei denen Weingarten neben Armin Rohde, Anke Engelke oder Tom Gerhardt spielte, wurde er einem breiteren Publikum bekannt. Seit einiger Zeit ist er auch als freier Trauredner tätig.

## Filmografie (Auswahl)
- 2018: Gute Zeiten, schlechte Zeiten
- 2015: Schools On
- 2014: Viktoria
- 2014: #holicalling
- 2012: Halbe Hundert
- 2010: Freche Mädchen 2
- 2009: Lippels Traum
- 2008: Freche Mädchen
- 2007: Polizeiruf 110 (Fernsehreihe, Folge Jenseits)
- 2007: Familie Sonnenfeld (Fernsehserie, Folgen Glück im Unglück, Vertrauen)
- 2006: Alles außer Sex (Fernsehserie)
- 2006: Zwei zum Fressen gern